# Celaena intermedia
Celaena intermedia är en fjärilsart som beskrevs av Tutt. Celaena intermedia ingår i släktet Celaena och familjen nattflyn. Inga underarter finns listade i Catalogue of Life.